# モンスターズクラブ
『モンスターズクラブ』（Monsters Club）は、2012年4月21日に公開された日本映画。

## 概要
18年間に渡りアメリカの主要企業に爆発物を送り続けた爆弾魔「ユナボマー」ことセオドア・カジンスキーに着想を得て、現代日本の雪山にこもって企業を標的に孤独に爆弾を送り続ける若者を描いた作品。主演の瑛太は自ら出演を熱望し、豊田利晃監督作品としては俳優デビュー作『青い春』、『ナイン・ソウルズ』、『空中庭園』に続き4作目の出演となる。ロックバンド・RIZEのベーシストであるKenKenは映画初出演となる。

## あらすじ
人が居ない雪山に籠もり孤独に生きる男・垣内良一は、自給自足の生活を送りながら爆弾を作っては企業や機関に送り続け、日本の社会システムを粉砕しようと目論んでいた。しかし、森で奇妙な怪物と遭遇して以来、怪物や死んだ家族の幻想に悩まされるようになる。そして遂に最後の爆弾を日本の首相に送ろうとしていた夜、自殺した兄・ユキが良一の目の前に現れ、自身の運命に大きくかかわる家族の意外な秘密を知ることになる。

## キャスト
- 垣内良一：瑛太
- 垣内ユキ（良一の兄）：窪塚洋介
- 垣内ケンタ（良一の弟）：KenKen
- 垣内ミカナ（良一の妹）：草刈麻有
- P：ピュ〜ぴる
- 垣内ユリエ（良一の母）：松田美由紀
- 垣内セイジロウ（良一の父）：國村隼

## スタッフ
- 監督・脚本：豊田利晃
- エグゼクティブプロデューサー：小佐野保、原田満生
- プロデューサー：稲垣護
- 撮影：重森豊太郎
- 照明：中須岳士
- 美術：杉本亮
- 録音：志満順一
- 編集：坂東直哉
- 特殊メイクデザイン：ピュ〜ぴる
- 音楽監督：ZAK
- 挿入歌：照井利幸
- 製作：ギークピクチュアズ / ヌーヴェル
- 配給：ファントム・フィルム